# Error in persona vel obiecto
Der error in persona vel obiecto ist ein terminus technicus aus der strafrechtlichen Irrtumslehre. Der Erfolg der Tat tritt aufgrund einer Verwechslung nicht an der anvisierten Person beziehungsweise dem anvisierten Objekt ein, Person oder Objekt sind andere als die vorgestellten. Der Täter unterliegt der Verwechslung aufgrund unzutreffender Identifizierung.

## Strafrechtliche Bedeutung
Abgrenzungsfall aberratio ictus
Dogmatisch angesiedelt ist der error in persona vel obiecto beim Tatbestandsirrtum. Abzugrenzen ist er von der aberratio ictus. Bei Letzterer geht die Tat aufgrund äußerer Umstände fehl, ohne dass der Täter über die Identität des Tatobjekts irrt. 
Wird die Verwechslungstat im Rahmen einer mittelbaren Täterschaft begangen, können der error in persona (Vordermann) und die aberratio ictus (Hintermann) nach herrschender Meinung gleichzeitig vorliegen. Für den mittelbaren Täter, der aufgrund eines gemeinsamen Tatplans als Hintermann die Tat nicht selbst ausführt, stellt sich die fehlerhafte Individualisierung des Opfers durch den die Tat ausführenden Vordermann als ein strafbares Fehlgehen der Tat dar, als aberratio ictus. In den Fällen einer Anstiftung zur Tat geht die herrschende Meinung davon aus, dass die Personenverwechslung des Täters auch für den Anstifter unbeachtlich ist.
Gleichwertigkeit des Rechtsguts
Die Rechtsfolge des error in persona vel obiecto richtet sich danach, welche Qualität das Rechtsgut hatte, das der Täter verletzt hat. Bei Gleichwertigkeit des Tatobjekts – das objektive Geschehen stimmt in der strafrechtlichen Wertung in den wesentlichen Zügen mit dem überein, was nach der Vorstellung des Täters auch geschehen sollte – führt zu lediglich einem unbeachtlichen Motivirrtum. Die Unbeachtlichkeit eines Irrtums führt in der Rechtsfolge dazu, dass der Täter aus dem vollendeten Delikt bestraft wird. 
Der Vorsatz, einen Menschen zu töten, entfällt gemäß § 16 Abs. 1 S. 1 StGB nicht deshalb, weil der Mensch verwechselt wird und damit das Rechtsgut „Leben“. Der Umstand, dass es sich tatsächlich um ein anderes Opfer als das vom Täter erwartete handelt, ist lediglich eine unbedeutende Abweichung vom (vorgestellten) Kausalverlauf.
Ungleichwertigkeit des Rechtsguts
Anders verhält es sich bei Ungleichwertigkeit der Rechtsgüter. Gehören das avisierte und das gedachte Tatobjekt nicht der gleichen Rechtsgutart an, wird der Täter regelmäßig wegen Versuchs hinsichtlich des gedachten und, falls eine entsprechende Strafvorschrift existiert, wegen Fahrlässigkeit hinsichtlich des tatsächlich avisierten Tatobjekts bestraft.
Zur Verdeutlichung: Schießt A nachts eine vermeintliche Pappfigur um, stellt sich diese später aber als ein Mensch heraus, der an den Folgen stirbt, ist A einerseits wegen versuchter Sachbeschädigung zu bestrafen, andererseits wegen fahrlässiger Tötung. A wollte keinen Menschen töten, hatte also keine Vorsatztat im Blick, muss allerdings die fahrlässige Tötung gegen sich gelten lassen. Da es zu keiner vollendeten Sachbeschädigung gekommen ist, kommt aus diesem Tatbestand kein Taterfolg hinzu.